# Elephantomyia subterminalis
Elephantomyia subterminalis là một loài ruồi trong họ Limoniidae. Chúng phân bố ở miền Cổ bắc.